# CANT Z.506

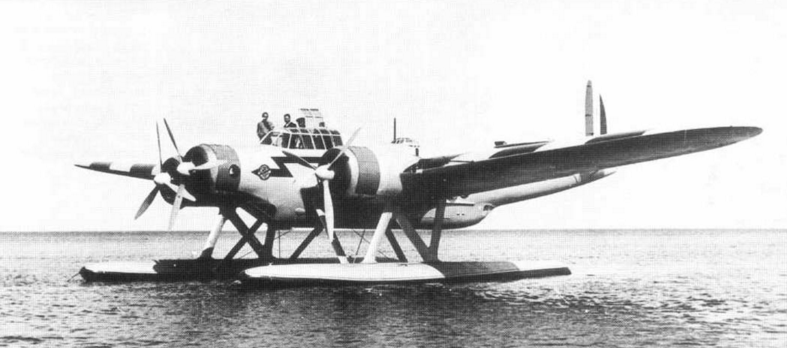
Un CANT Z.506 alla fonda.

Il CANT Z.506 Airone era un idrovolante a doppio galleggiante trimotore ad ala bassa, multiruolo, prodotto dalla Italiana Cantieri Riuniti dell'Adriatico, Cantiere Navale Triestino (C.R.D.A. CANT) dalla metà degli anni trenta.
Inizialmente progettato come aereo civile, venne utilizzato come idrovolante postale e da trasporto, e - durante la seconda guerra mondiale - come bombardiere, ricognitore e mezzo da soccorso, da Regia Aeronautica, Regia Marina, Aeronautica Cobelligerante Italiana, Aeronautica Nazionale Repubblicana e dalla Luftwaffe. La versione militare si rivelò uno dei migliori idrovolanti mai costruiti e, nonostante avesse la struttura in legno, era in grado di operare anche in condizioni atmosferiche proibitive (con vento a forza 5). La Polonia ricevette un esemplare tre giorni prima dell'invasione tedesca. Alcuni esemplari da salvataggio in mare restarono in servizio fino al 1959.

## Storia

### Sviluppo
Progettato dall'ingegnere Filippo Zappata, il CANT Z.506 venne portato in volo la prima volta il 19 agosto 1935, ai comandi del pilota collaudatore Mario Stoppani. L'aereo era stato disegnato come un idrovolante a doppio galleggiante per il trasporto di 12-14 passeggeri, propulso da tre motori radiali Piaggio Stella P.IX da 455 kW (610 hp). Derivava dal più grande e più pesante Z.505. Lo Z.506 era caratterizzato dall'impiego ancora massiccio del legno come materiale strutturale. La fusoliera a struttura ellittica aveva struttura lignea, rivestita in lamelle di legno toulipier. Aveva una chiglia di fondo con tre paratie collegate ai tre longheroni alari, del tipo in legno a scatola, collegati da centine lignee, costituenti comparti stagni con rivestimento in compensato telato. Le ali, con marcato diedro, erano anch'esse in legno, con ipersostentatori e alettoni di grandi dimensioni. I galleggianti, a carenatura idrodinamica, erano realizzati in duralluminio e rivestiti in chitonal e al loro interno si trovavano diversi compartimenti stagni. Erano uniti alla fusoliera mediante tubi d'acciaio sagomati controventati. Gli otto serbatoi disposti nelle ali contenevano al massimo 4.148 litri (kg. 3.020), normalmente kg 2.150.
Entrò in produzione nel 1936, come Z.506A, presso i Cantieri Riuniti dell'Adriatico e il Cantiere Navale Triestino, (da cui C.R.D.A. CANT), a Monfalcone. Il modello di serie era propulso dai più potenti motori radiali Alfa Romeo 126 RC.34 da 750 CV (552 kW).
Ne fu realizzata una versione per usi militari (versione B, bellica) che si differenziava dalla prima versione civile per la presenza di una gondola sotto la fusoliera e la cabina di pilotaggio rialzata e che venne prodotto anche dalla Piaggio, sotto licenza, a Finale Ligure.

### Impiego operativo

#### Civile
Il Z.506A entrò in servizio nel 1936 con la compagnia aerea Ala Littoria su rotte attorno al mar Mediterraneo tra cui la linea dell'Impero Roma-Siracusa-Bengasi e quella Napoli-Trapani-Tunisi. Pilotato per lo più da Mario Stoppani, il Z.506A stabilì una serie di record di quota, velocità e distanza, per la sua classe, tra il 1936 ed il 1938, inclusi quelli di velocità sui 5000 km (308.25 km/h), sui 2000 km (319.78 km/h) e sui 1000 km (322.06 km/h). In seguito volò per 5383.6 km in circuito chiuso. Trasportava un carico di 2000 kg a 7810 metri e di 5000 kg a 6917 m.

##### Primati
Nel 1936 lo Z.506 conquistò, con l'equipaggio composto dal collaudatore Mario Stoppani assieme ad Amelio Novelli, ben otto primati di velocità con carichi progressivi sui 1.000 e 2.000 km. Successive versioni, dotate prima di motori Wright R-1820 Cyclone 9 da 750 CV e successivamente di tre Alfa Romeo 126 RC.34 di pari potenza, si aggiudicarono altri 16 primati internazionali di velocità e altezza.

#### Militare

##### Guerra civile spagnola

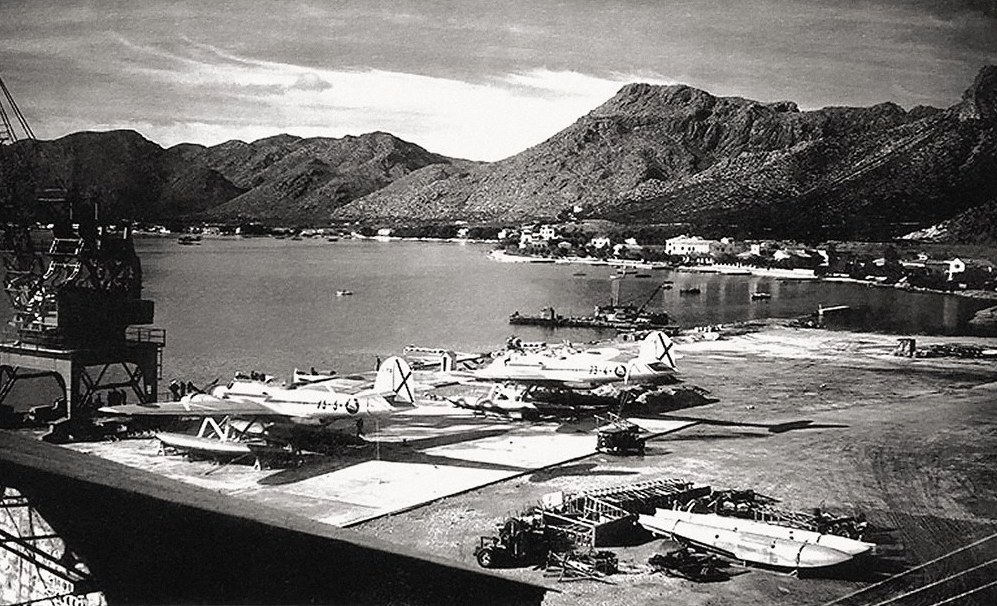
CANT Z.506 a Pollença

Lo Z.506 ebbe il suo esordio ad uso militare durante la guerra civile spagnola nei reparti dell'Aviazione Legionaria a supporto della fazione franchista. Furono quattro gli esemplari forniti utilizzati come supporto ed assistenza per le unità navali, affiancando, nel luglio 1938, i nove CANT Z.501. Alla fine del conflitto vennero ceduti al neofondato Ejército del Aire.

##### Seconda guerra mondiale

Vista laterale dell'esemplare di Vigna di Valle

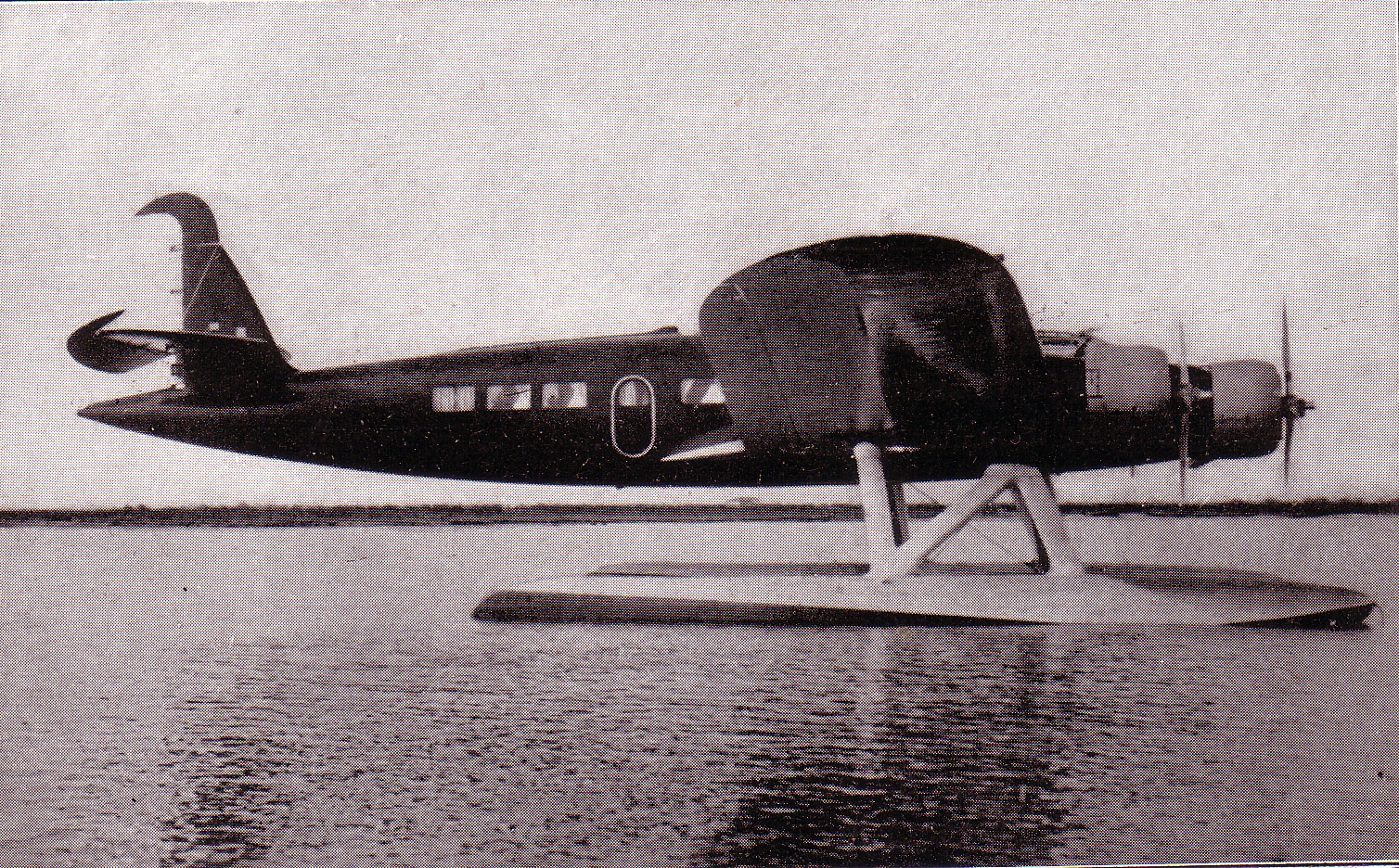
Visto di profilo

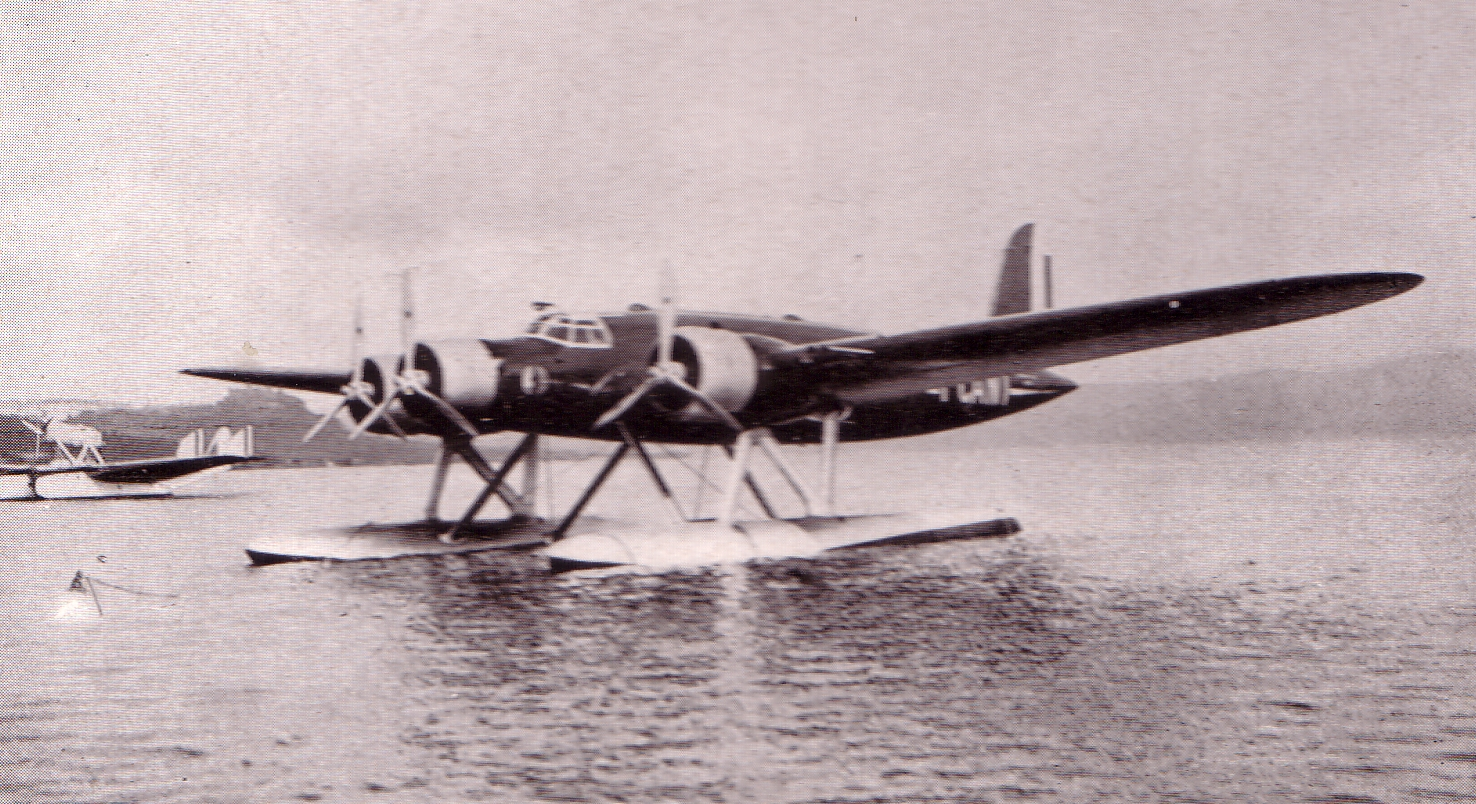
Altra vista di profilo

Allo scoppio della seconda guerra mondiale la Regia Aeronautica aveva già in linea 97 CANT ripartiti in due stormi da Bombardamento Marittimo e in alcune Squadriglie da Ricognizione Marittima, come all'idroscalo di Marsala. Uno Stormo era in Sardegna, l'altro a Brindisi. Entrambi presero parte a numerosi eventi bellici. In particolare i CANT Z.506 in forza allo stormo di Brindisi parteciparono alla battaglia di Punta Stilo. I CANT Z.506 furono impiegati anche sul fronte greco, contro obiettivi costieri e sul canale di Corinto. Rilevante fu il loro impiego per la conquista delle isole, fra cui Corfù, Cefalonia e Zante. Sciolti i reparti da Bombardamento Marittimo, in seguito alle perdite dovute agli attacchi dei caccia nemici, il CANT continuò ad essere utilizzato esclusivamente con le squadriglie da Ricognizione. Altre due versioni erano in linea con il Soccorso Aereo: tutti gli esemplari civili vennero requisiti e trasformati in aerei ambulanza e fu realizzata direttamente sullo schema della versione B, la versione S (sanitaria).
Quando l'Italia entrò in guerra il 10 giugno 1940, non esistevano reparti dedicati all'attività di ricerca e soccorso in mare. Quello stesso giorno furono costituite quattro Squadriglie per il soccorso, ad Orbetello. Si trattava della 612ª, basata a Stagnone, con gli aerei con gli identificativi DAMB, GORO, BUIE, CANT (il prototipo) e POLA, e la 614ª, a Bengasi, con gli esemplari DUCO, ALA, DODO e DAIM. Due altre sezioni con due aerei ciascuna, erano basate a Torre del Lago e, nell'Egeo, a Lero, in seguito trasferita a Rodi.
Ma anche questi velivoli subirono forti perdite in quanto la loro colorazione bianca con le croci rosse, se da un lato li rendeva facilmente visibili, non impediva gli attacchi dei caccia alleati che li abbattevano in serie. Il 12 giugno 1941, al largo di Malta, gli Hawker Hurricane del 46 Squadron abbattevano un primo CANT e poco dopo i caccia del 249 Sqd abbattevano un secondo Airone in versione "soccorso", con la "registrazione civile" I-POLA, inviato a soccorrere l'equipaggio del primo. Ricordava il Sergeant Etchells, in 249 at Malta:
Occasionalmente, però, i CANT 506 riuscivano a respingere o addirittura ad abbattere l'aereo Alleato che li attaccava. Il 7 gennaio 1943, un idrovolante ricognitore della 188ª Squadriglia fu attaccato sul Mediterraneo da due Bristol Blenheim. Mentre il pilota Maresciallo Ambrogio Serri si dirigeva verso la Sardegna, l'Armiere Pietro Bonannini, sparando cinque raffiche, riuscì a colpire con la mitragliatrice da 12,7 mm un primo Blenheim, che fu costretto ad ammarare. Il secondo Blenheim allora si lanciò sul CANT mitragliandolo. Bonannini fu ferito ma con due raffiche riuscì a colpire l'aereo nemico, che virò e cadde in mare. Bonannini, durante la guerra, ottenne due Medaglie d'argento e una di bronzo al valore militare.
L'8 settembre 1943 gli "Aironi" operativi superstiti erano una settantina, tutti nell'aviazione della Regia Marina.
Una quarantina di "506" erano dislocati al centro-nord o in zone soggette ad influenza germanica. I tedeschi mostrano subito interesse per il CANT e requisiscono tutti gli esemplari su cui riescono a mettere le mani. Molti vengono impiegati nell'Alto Adriatico, soprattutto per salvataggi in mare e trasporto feriti. Alcuni 506C catturati a Vigna di Valle vengono trasferiti a Venezia ed utilizzati per voli di inquadramento della flak e per collegamenti con Pola, Trieste e la Dalmazia, fino al 1944. Il 9 giugno, un "506" fu attaccato, incendiato e costretto a un ammaraggio nella zona nord-ovest del Mar Adriatico.. Il reparto Egeo della RSI ne ripristinò alcuni. La Luftwaffe impiego gli "Aironi" anche in Germania, in Polonia, in Francia e sulle isole greche. I CANT della 171ª Squadriglia continuarono ad effettuare missioni di soccorso e salvataggio in mare dalla base di Tolone con equipaggi misti. Alcuni "506" catturati dai tedeschi, con equipaggi italiani, operarono sul Mar Baltico, nel 1944, pattugliando gli accessi di Peenemünde, sito delle bombe volanti V-2..
L'82º Gruppo Autonomo Idrovolanti, dell'Aeronautica Cobelligerante Italiana operò con CANT Z.506.

#### Periodo postbellico

Il CANT Z.506B conservato al Museo Storico dell'Aeronautica di Vigna di Valle

Alcuni "Aironi" restarono in servizio nella rifondata Aeronautica Militare fino al 1960 nei reparti dedicati alle operazioni di ricerca e soccorso.

## Versioni
Z.506
prototipo (MM.291, N. di costruzione 296, immatricolato I-CANT) equipaggiato con 3 radiali Pratt & Whitney R-1690 da 700 CV, realizzato in un esemplare.
Z.506B (Bombardamento)
versione militare, prodotta in 324 esemplari.
Z.506C (inizialmente Cyclone poi Civile)
versione civile dotata di motori Wright R-1820 Cyclone 9 da 750 CV e successivamente Alfa Romeo 126 RC.34 da 750 CV.
Z.506S (Soccorso)
versione da soccorso aereo

### Varianti
Z.509
variante rinforzata derivata dallo Z.506 A. Tre esemplari prodotti.
Z.1003
prototipo di versione terrestre derivata dallo Z.506 C mai entrato in produzione.

## Utilizzatori

### Civili
Italia
- Ala Littoria

### Militari
Germania
- Luftwaffe (requisiti)

 Italia
- Regia Aeronautica
  - Aviazione Legionaria
- Aeronautica Cobelligerante Italiana

 Repubblica Sociale Italiana
- Aeronautica Nazionale Repubblicana

 Italia
- Aeronautica Militare
  - 15º Stormo SAR

 Polonia
- Siły Powietrzne

un Z.506B ricevuto di un ordine complessivo di 6 velivoli.
 Spagna
- Ejército del Aire

 Regno Unito
- Royal Air Force - un esemplare catturato dopo un ammaraggio di fortuna sulla costa maltese.

## Velivoli attualmente esistenti
L'unico esemplare sopravvissuto è un 506 B, prodotto nel 1941. Appartiene al 15º lotto, il quart'ultimo, ed ha il numero di costruzione MM.45425. Fu collaudato da Nicolò Lana il 19 dicembre 1941 ed immatricolato con il numero 84-4. Fu consegnato il 12 gennaio 1942 ed assegnato alla 186ª Squadriglia, basata ad Augusta, e svolse la prima missione il 12 gennaio 1942. È esposto al Museo storico dell'aeronautica di Vigna di Valle, Bracciano (Roma).